# Go for It... Live!
Go for It... Live!  è il primo album dal vivo del gruppo musicale stoner rock statunitense Fu Manchu, pubblicato nel 2003.

## Tracce
Disco 1
1. Hell On Wheels
2. Laserblast!
3. Asphalt Risin'
4. Mongoose
5. Downtown In Dogtown
6. Boogie Van
7. Tilt
8. Ojo Rojo
9. Strato-Streak
10. King of the Road
11. Anodizer

Disco 2
1. Evil Eye
2. Hang On
3. Wurkin'
4. California Crossing
5. Over The Edge
6. Regal Begal
7. Godzilla
8. SuperBird
9. Weird Beard
10. Squash That Fly
11. Saturn III

## Formazione
- Scott Hill - voce, chitarra
- Bob Balch - chitarra
- Brad Davis - basso
- Scott Reeder - batteria